# Кулинан
Кулинан е най-големият известен диамант в света. Тежи 3106 карата (или 621,2 грама).
Открит е през 1905 г. от обикновен работник в Южноафриканската република – в рудника Premier Mine (намиращ се днес в град Кулинан), на 40 км източно от Претория, провинция Гаутенг.

## История
Легендата разказва, че туземецът бил нает от предприемача Кулинан по време на диамантената треска в Африка. Кулинан решил да разработи рудник, кръстил го „Премиер“, но по време на изкопните работи се наложило да се изкопае кладенец, за да се търси вода. Само на 30 см. работниците ударили на камък, който не се поддавал изобщо на опитите да го раздробят с кирки и лопати. Туземците се опитвали да разбият най-големия в света диамант, чиито размери се оказали 100 х 65 х 50 мм. Той бил наречен „Кулинан“ по името на собственика на мината. Хората се стичали на тълпи да гледат диаманта в банката на Йоханесбург, където бил изложен.
По-нататъшната съдба на този скъпоценен камък го отвежда във Великобритания. През 1907 г. е купен за 150 000 фунта стерлинги и поднесен като подарък за рождения ден на крал Едуард VII. По онова време стойността на диаманта е била реално 9 милиона фунта стерлинги, които в днешно време могат да се приравнят на стойността на 94 тона злато. Приемайки скъпоценния камък, кралят обещал, че ще го съхрани в същия вид сред историческите ценности на английската корона. Но в същото време е запазена репликата му, че ако той бил попаднал на тоя камък, е щял да го помисли за стъкълце и презрително да го подритне с крак.
Кралят не спазил съвсем обещанието си – още на следващата година диамантът „Кулинан“ е отнесен в Амстердам на най-добрия ювелир Йозеф Аскер, който получава поръчка да раздели само с 1 удар камъка така, че да се получат минимално количество късове. Няколко месеца минали в изучаване на структурата на камъка, за да се избере най-подходящата точка за удара. Накрая ювелирът не се решил сам да го нанесе и предоставил тази възможност на ученика си, а според легендата самият той припаднал от вълнение в решителния момент. Когато се свестил, разбрал, че изчисленията му все пак са били правилни и диамантът е разделен успешно. Операцията била повторена още няколко пъти и накрая се получили 9 големи камъка и 100 по-малки. Шлифоването им отнело 2 години на майстора. След 7 години обработката на основните камъни на „Кулинан“ била завършена.
От диаманта са направени 105 брилянта с обща маса 1063,65 карата. Най-големият от тях е наречен „Кулинан I“ или „Голямата звезда на Африка“ и е с маса 516, 5 карата (или 103,3 грама). Брилянтът е обработен във формата на панделка и украсява кралския скиптър, изложен в Тауър. „Кулинан II“ тежи 317,4 карата, има форма на изумруд (почти правоъгълна форма) и украсява британската корона, която също се съхранява в Тауър. От частите на диаманта, останали след обработката на първите 2 брилянта, са получени още 2 – „Кулинан III“ (94,45 карата) и „Кулинан IV“ (63,65 карата), както и 3 по-малки брилянта, наречени „Малките звезди на Африка“. Останалите късове са послужили за получаването на още стотина брилянти с тегло между 5 и 28 карата. „Кулинан III“ е инкрустиран в короната на кралица Мери. Формата му е като на крушовидна перла и също се съхранява в Тауър. Може да се носи самостоятелно на верижка. Брилянтът „Кулинан IV“ е квадратен по форма и се намира отново в короната на кралица Мери. Може да се сваля и да се носи като брошка. „Кулинан VI“ се намира в короната на кралица Мери.